# Mejove, Mala Vîska
Mejove (în ucraineană Межове) este un sat în comuna Iakîmivka din raionul Mala Vîska, regiunea Kirovohrad, Ucraina.

## Demografie
Componența lingvistică a localității Mejove
     Ucraineană (84,62%)
     Română (10,26%)
     Rusă (5,13%)
Conform recensământului din 2001, majoritatea populației localității Mejove era vorbitoare de ucraineană (84,62%), existând în minoritate și vorbitori de română (10,26%) și rusă (5,13%).